# NGC 5279
NGC 5279 في الفهرس العام الجديد، هي مجرة، تقع في كوكبة الدب الأكبر. اكتشفت في 4 مايو 1831 بواسطة جون هيرشل.

## روابط خارجية
- NGC 5279 على موقع ويكي سكاي: DSS2, SDSS, GALEX, IRAS, Hydrogen α, X-Ray, Astrophoto, Sky Map, Articles and images